# رئيس وزراء أنغويلا
رئيس وزراء أنغويلا هو رئيس الحكومة في إقليم أنغويلا التابع للإدارة البريطانية لما وراء البحار. يتم تعيين رئيس الوزراء من قبل حاكم أنغويلا نيابة عن ملك المملكة المتحدة، وهو حاليًا الملك تشارلز الثالث.
حتى عام 2019، كان المنصب يُعرف باسم رئيس وزراء أنجويلا، ولكن مرسوم تعديل دستور أنجويلا لعام 2019، والذي دخل حيز التنفيذ في 14 مايو 2019، أعاد تسمية المنصب باسم رئيس الوزراء. يتمتع رئيس الوزراء بصلاحيات تنفيذية واسعة ويعمل على تنفيذ سياسات الحكومة وإدارة الشؤون اليومية للإقليم، كما أنه يمثل أنجويلا في المحافل الدولية.
رئيس الوزراء الحالي هو إليس وبستر، الذي يتولى المنصب منذ 30 يونيو 2020 بعد فوز حزبه، حركة أنجويلا التقدمية الموحدة (UPM)، في الانتخابات العامة. ويتمتع رئيس الوزراء بدعم مجلس النواب المنتخب الذي يضم ممثلين عن الشعب.

## قائمة رؤساء وزراء أنغويلا (1976–2019)
| شاغل المنصب (Birth–death) | مدة الخدمة     | مدة الخدمة     | الإنتماء السياسي                                             | الإنتماء السياسي |
| شاغل المنصب (Birth–death) | تولى منصبه     | المكتب الأيسر  | الإنتماء السياسي                                             | الإنتماء السياسي |
| ------------------------- | -------------- | -------------- | ------------------------------------------------------------ | ---------------- |
| رونالد وبستر (1926–2016)  | 10 فبراير 1976 | 1 فبراير 1977  | حزب الشعب التقدمي (حتى عام 1977)؛ حزب أنغويلا المتحد         |                  |
| إميل جامبس (1928–2018)    | 1 فبراير 1977  | 28 مايو 1980   | التحالف الوطني في أنغويلا                                    |                  |
| رونالد وبستر (1926–2016)  | 28 مايو 1980   | 12 مارس 1984   | حزب أنغويلا المتحد (حتى عام 1981)؛ التحالف الوطني في أنغويلا |                  |
| إميل جامبس (1928–2018)    | 12 مارس 1984   | 16 مارس 1994   | التحالف الوطني في أنغويلا                                    |                  |
| هيوبرت هيوز (1933–2021)   | 16 مارس 1994   | 6 مارس 2000    | حزب أنغويلا المتحد                                           |                  |
| أوزبورن فليمنج (1940–)    | 6 مارس 2000    | 16 فبراير 2010 | الجبهة المتحدة في أنغويلا                                    |                  |
| هيوبرت هيوز (1933–2021)   | 16 فبراير 2010 | 23 أبريل 2015  | حركة أنغويلا المتحدة                                         |                  |
| فيكتور بانكس (1947–)      | 23 أبريل 2015  | 13 مايو 2019   | الجبهة المتحدة في أنغويلا                                    |                  |

## قائمة رؤساء وزراء أنغويلا (2019-حتى الآن)
| شاغل المنصب (Birth–death) | مدة الخدمة    | مدة الخدمة    | الإنتماء السياسي          | الإنتماء السياسي |
| شاغل المنصب (Birth–death) | تولى منصبه    | المكتب الأيسر | الإنتماء السياسي          | الإنتماء السياسي |
| ------------------------- | ------------- | ------------- | ------------------------- | ---------------- |
| فيكتور بانكس (1947–)      | 14 مايو 2019  | 30 يونيو 2020 | الجبهة المتحدة في أنغويلا |                  |
| إليس ويبستر (1963–)       | 30 يونيو 2020 | حاضر          | حركة أنغويلا التقدمية     |                  |